# Cenowa elastyczność podaży
Cenowa elastyczność podaży – stosunek względnej zmiany wielkości podaży do względnej zmiany ceny. Określa on, w jaki sposób ilość oferowanego na rynku dobra (wielkość podaży) będzie się zmieniała wraz ze zmianami ceny:
{\displaystyle \mathrm {E_{PS}} ={\frac {\left({\frac {\Delta Q}{Q_{0}}}\right)}{\left({\frac {\Delta P}{P_{0}}}\right)}},}
gdzie:
{\displaystyle \mathrm {E_{PS}} } – cenowa elastyczność podaży,
{\displaystyle \left({\frac {\Delta Q}{Q_{0}}}\right)} – względna (np. procentowa) zmiana ilości oferowanego na rynku dobra,
{\displaystyle \left({\frac {\Delta P}{P_{0}}}\right)} – względna (np. procentowa) zmiana ceny,
{\displaystyle P_{0},} {\displaystyle Q_{0}} – cena początkowa i wielkość początkowa podaży.

## ES a charakter podaży
Wartości elastyczności cenowej podaży informują o odmiennym charakterze podaży:
- {\displaystyle {\text{ES}}>1} – podaż elastyczna – jednostkowa zmiana ceny wywołuje więcej niż jednostkową zmianę wielkości podaży.
- {\displaystyle 0<{\text{ES}}<1} – podaż nieelastyczna – jednostkowa zmiana ceny powoduje mniej niż jednostkową zmianę wielkości podaży.
- {\displaystyle {\text{ES}}=1} – podaż jednostkowa (wzorcowa, proporcjonalnie elastyczna) – jednostkowa zmiana ceny wywołuje jednostkową zmianę wielkości podaży.
- {\displaystyle {\text{ES}}=\infty } – podaż doskonale elastyczna – dla danej ceny podaż może przyjąć dowolną wielkość.
- {\displaystyle {\text{ES}}=0} – podaż doskonale nieelastyczna (sztywna) – dla różnych cen podaż przyjmuje stałą wielkość, podaż nie reaguje na zmianę ceny[2].

## Czynniki wpływające na elastyczność

### Dostępność surowców
Dostępność surowca może być powodem ograniczającym ilość jego podaży. Ograniczone lub trudno dostępne zasoby złota, węgla, czy gazu sprawiają, że surowce te nie zostaną wyprodukowane nawet przy wzroście cen. Podobnie, cena obrazów Van Gogha prawdopodobnie nie wpłynie na ich podaż, gdyż ta jest ograniczona przede wszystkim ilością istniejących obrazów.

### Długość i złożoność produkcji
Wiele zależy od samej produkcji – dobra, które produkuje się stosunkowo szybko i nie wymagają specjalistycznego sprzętu i dobrze wykształconych pracowników, np. tekstylia, cechują się wyższą elastycznością cenową podaży niż np. samochody, które powstają na drodze wieloetapowej produkcji wymagającej dobrze wykształconej siły roboczej, specjalistycznej infrastruktury oraz dużych nakładów pieniężnych na badania i rozwój.

### Mobilność czynników produkcji
Jeżeli czynniki produkcji są łatwo dostępne i producent może szybko je pozyskać i łatwo przystosować produkcję do dobra, na który jest wysokie zapotrzebowanie, to dobro charakteryzuje się względnie elastyczną podażą.

### Czas na reakcję
Im więcej czasu producent ma na reakcję na zmianę ceny, tym bardziej elastyczna będzie podaż. Podaż jest bardziej elastyczna w długim okresie – wtedy wszystkie czynniki produkcji mogą zostać zwiększone, niż krótkim – gdy można zmienić tylko wielkość zatrudnienia (często wysokim kosztem). Na przykład: rolnik produkujący bawełnę nie może natychmiastowo (tj. w krótkim okresie) zareagować na zwiększenie ceny soi ze względu na czas potrzebny na pozyskanie niezbędnej ziemi.

### Zapasy
Producent mający zapasy produktu może szybko zwiększyć jego podaż w reakcji na zmianę ceny.

### Niewykorzystanie mocy produkcyjnych
Producent niewykorzystujący mocy produkcyjnych może szybko zareagować na zmianę sytuacji rynkowej i zwiększyć produkcję.
Do pomiaru cenowej elastyczności podaży wykorzystuje się różne metody, min. analizę historycznych danych sprzedaży (publicznych i prywatnych), przeprowadzanie badań konsumenckich do budowania rynków testowych mających na celu modelowanie reakcji producentów na różne zjawiska. Alternatywnie stosuje się analizę łączoną (ranking preferencji użytkowników, który można następnie poddać analizie statystycznej).

## Elastyczność a nachylenie krzywej podaży
Elastyczność podaży będzie się zmieniać wzdłuż krzywej, nawet jeśli podaż jest liniowa (a więc ma stałe nachylenie). Wynika to z tego, że nachylenie mierzy stosunek ilości do ceny, a elastyczność mierzy zmianę procentową. Oznacza to, że nachylenie krzywej podaży zależy od jednostek miary i zmienia się wraz z ich zmianą (np. z dolarów za kilogram na dolary za uncję), podczas gdy elastyczność nie ma jednostki, a jedynie konkretną wartość – jest to główna zaleta tego miernika.
Nachylenie krzywej podaży wynosi dP / dQ, a elastyczność (dQ / dP) (P / Q). Zatem krzywa podaży o większym nachyleniu (większe dP / dQ, więc mniejsze dQ / dP) jest mniej elastyczna dla danych cen P i ilości Q. Wzdłuż liniowej krzywej podaży Q = a + b P, nachylenie jest stałe (1 / b), a elastyczność wynosi b (P / Q) i zmienia się wraz z przesuwaniem wzdłuż krzywej podaży.

## EPSw krótkim i długim okresie
EPS jest bardziej elastyczna w długim okresie – wtedy, jeśli cena zwiększa się, przedsiębiorstwo może zwiększyć nakłady wszystkich czynników produkcji (zarówno ludzkie, jak i rzeczowe) i w ten sposób zwiększyć wielkość produkcji, co nie jest możliwe w krótkim okresie. Dodatkowo wzrost ceny będzie skutkował w długim okresie pojawieniem się nowych producentów na rynku, a więc również wzrostem podaży.

## EPSwybranych dóbr
- olej opałowy: 1,58 (krótki okres)[6]
- benzyna: 1,61 (krótki okres)[6]
- tytoń: 7,0 (długi okres)[6]
- mieszkania: 1,6–3,7 (długi okres)[6]
- bawełna
  - 0,3 (krótki okres)[7]
  - 1,0 (długi okres)[7]
- stal: 1,2 (długi okres)[8]